# Францишково (Злотовський повіт)
Францишково (пол. Franciszkowo) — село в Польщі, у гміні Злотув Злотовського повіту Великопольського воєводства.
Населення — 170 осіб (2011).
У 1975-1998 роках село належало до Пільського воєводства.

## Демографія
Демографічна структура станом на 31 березня 2011 року:
|          | Загалом | Допрацездатний вік | Працездатний вік | Постпрацездатний вік |
| -------- | ------- | ------------------ | ---------------- | -------------------- |
| Чоловіки | 78      | 14                 | 57               | 7                    |
| Жінки    | 92      | 24                 | 54               | 14                   |
| Разом    | 170     | 38                 | 111              | 21                   |